# Thérèse Boutinon des Hayes
Françoise Catherine Thérèse Boutinon des Hayes dite « Madame de La Pouplinière », née à en 1714 à Paris où elle est morte le 22 octobre 1756, est une comédienne et salonnière française.

## Biographie
Thérèse est la petite-fille de Florent Dancourt, et la fille de Mimi Dancourt, appartenant à une famille de comédiens. Son père est Samuel Boutinon Deshayes, ancien lieutenant des Dragons du roi de Danemark, grandi dans la foi protestante.
Elle remplit des rôles de soubrette dans sa première jeunesse. Vers 1734, elle devint la maîtresse du fermier général Alexandre Le Riche de La Pouplinière et vécut quelque temps avec lui jusqu’à ce que le cardinal Fleury, informé, oblige celui-ci, sous menace de radiation de la liste des fermiers généraux, d’épouser, en 1737, la jeune « innocente » qu’il avait trompée.
Joignant, à une grande beauté, une intelligence rare, une mémoire prodigieuse et un tact exquis pour juger les œuvres littéraires et théâtrales, elle eut pour professeurs de clavecin Gennaro D'Alessandro et Jean-Philippe Rameau qu’elle soutint de façon active (elle écrivit un commentaire remarqué sur la génération harmonique).
Dans l'hôtel de son époux (autrefois au 59 rue de Richelieu), lui-même féru de musiques et musicien, elle animait un salon, qui jouissait d’une certaine réputation. « Sa maison, dit le baron Grimm, était le réceptacle d’une foule de gens de tous les états, tirés indistinctement de la bonne et mauvaise compagnie. Gens de la cour, gens du monde, gens de lettres, artistes, étrangers, acteurs, actrices, filles de joie, tout y était rassemblé. » Aussi donnait-on à ce salon le nom de « Ménagerie », et, à La Pouplinière, celui de « Sultan ».
Parmi les habitués notables, gens de lettres, artistes, philosophes, grands seigneurs, étrangers de marque, se rencontraient Rameau, Voltaire, Mondonville, Vaucanson, Carle van Loo et sa femme, la cantatrice italienne, Marmontel, Jean-Jacques Rousseau, Duclos, Raynard, Suard, La Condamine, Saurín, Darcet, Chardin, le pastelliste La Tour et le sculpteur Pigalle, les écrivains anglais David Hume et Gibbon et la plupart des ambassadeurs étrangers. L’armée était représentée par les maréchaux de Saxe et de Lowendal et surtout, pour le malheur du ménage La Pouplinière, par le duc de Richelieu, l’homme le plus aimable, le plus libertin et le plus séduisant de son époque.
Un essaim de soupirants gravitait autour de Françoise de La Pouplinière et des amis charitables avaient déjà averti son mari des assiduités récompensées de Richelieu auprès de sa femme. Un mauvais plaisant dit alors que La Pouplinière était bien heureux d’être fermier-général, parce « qu’on l’aurait fait payer aux barrières, comme bête à corne ». Depuis lors, la vie en commun lui était devenue insupportable. « II fallait voir à table, rapporte Marmontel dans ses Mémoires, ces deux époux vis-à-vis l’un de l’autre ; la morne taciturnité du mari, la fière et froide indignation de la femme, le soin que prenaient leurs regards de s’éviter, et l’air terrible et sombre dont ils se rencontraient, surtout devant leurs gens, l’effort qu’ils faisaient sur eux-mêmes pour s’adresser quelques paroles et le ton sec et dur dont ils se répondaient. On a de la peine à concevoir comment deux êtres, aussi fortement aliénés, pouvaient habiter ensemble, mais elle était déterminée à ne pas quitter sa maison, et lui, aux yeux du monde et en bonne justice, n’avait pas droit de l’en chasser. »
La découverte, à l’automne de 1748, de la fameuse « cheminée tournante » qui permettait à Richelieu de s’introduire de la maison vacante qu’il avait louée tout exprès, jouxtant à mur mitoyen l’hôtel de La Pouplinière, rue de Richelieu, fut enfin un motif plausible de séparation. Marmontel, qui grossissait beaucoup les traits, a rapporté les détails du constat que fit dresser, le 28 novembre, l’époux en présence de sa belle-mère, du commissaire du quartier, d’un architecte assisté d’un maître maçon, de son ami le mécanicien Vaucanson et de l’avocat Ballot, sa découverte et sa disgrâce : la perfection du travail de la plaque, de ses gonds invisibles, faisait l’admiration de Vaucanson qui, s’inquiétant fort peu de la situation critique de son ami, s’écriait : « Le beau travail ! l’excellent ouvrier ! » et voulait à tout prix empêcher la destruction d’un tel chef-d’œuvre.
Enfin, la séparation ayant été prononcée (le contrat de mariage est prononcé rompu, ce qui nécessite une lourde procédure), Alexandre La Pouplinière s’engagea à verser à son ex femme la somme de 5 000 livres, une fois donnée, pour son ameublement, et une rente annuelle de 10 000 livres, sa vie durant.
Elle loua un appartement dans la rue de Ventadour, et c’est là que, en partie dans l’oubli, elle mourut d’un cancer au sein.  en octobre 1756. L'auteur, à ce jour resté inconnu, de la Vie privée du maréchal de Richelieu (1791) dit que l’abbé de Sade l'aurait consolé de l’inconstance de ce seigneur, après qu’elle fut séparée de son mari.